# Kurt Hoffmeister

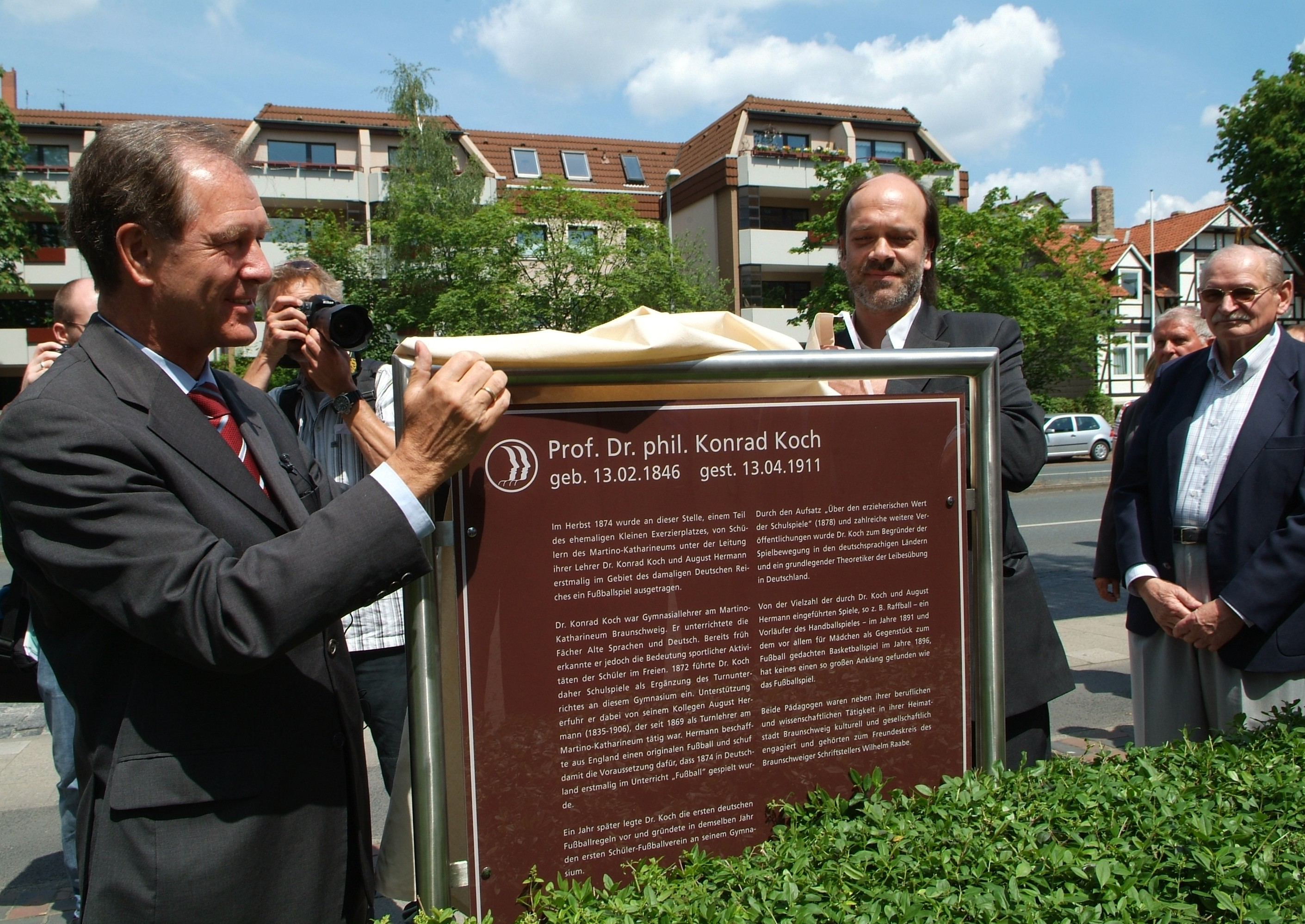
Kurt Hoffmeister (rechts) bei der Enthüllung der Gedenktafel für Konrad Koch am 9. Juni 2006 in Braunschweig

Kurt Hoffmeister (* 26. September 1924 in Braunschweig; † 6. Juni 2020 ebenda) war ein deutscher Autor, Schriftsteller und Historiker.

## Werk
Seine Werke befassen sich unter anderem mit dem Lebensweg des Dichters Wilhelm Raabe und den ehrlichen Kleidersellern zu Braunschweig. Ein weiterer Themenschwerpunkt ist die Sportgeschichte, insbesondere das erste, von Konrad Koch 1875 erstellte deutsche Fußballregelwerk, das in Deutschland den Boden für dieses Spiel bereitete.
Hoffmeister war für das Niedersächsische Institut für Sportgeschichte, den Landessportbund Niedersachsen und die Wilhelm-Raabe-Gesellschaft tätig. Ab 1999 war er Mitglied der Kleiderseller. Außerdem war Hoffmeister Mitglied und auch Vorsitzender des Sportvereins TuRa Braunschweig.

## Ehrungen und Auszeichnungen
- 1985 Sportmedaille der Stadt Braunschweig
- 1994 Bundesverdienstkreuz am Bande
- 1995 Dr.-Bernhard-Zimmermann-Plakette
- 1997 Niedersächsische Sportmedaille
- 2005 Ehrenmitglied des Niedersächsischen Instituts für Sportgeschichte
- 2008 Aufnahme in die Ehrengalerie des Niedersächsischen Sports
- 2019 Ehrenmitglied der Internationalen Raabe Gesellschaften e. V.

## Werke (Auswahl)
- Ratgeber für Sportjugendleiter. Landessportbund Niedersachsen, Landesjugendausschuss, Hannover 1964, DNB 575723580.
- 150 Jahre Sport in Braunschweig. Braunschweig 1982, ISBN 3-87884-018-7.
- Ehrengalerie – Persönlichkeiten und Meister des Sports in Niedersachsen / Kurt Hoffmeister. Niedersächs. Inst. für Sportgeschichte Hoya e. V. In: Hoya: Niedersächsisches Inst. für Sportgeschichte: Materialien zur Niedersächsischen Sportgeschichte; Band 2. Mecke, Duderstadt 1988, ISBN 3-923453-12-4.
- Braunschweiger Baugenossenschaft eG Hrsg.: Ein Jahrhundert Braunschweiger Baugenossenschaft eG: 1887–1987; kleine Chronik eines erfolgreichen Wohnungsunternehmens im Spiegel der jüngeren Stadtgeschichte. zusammengestellt von Kurt Hoffmeister. Braunschweiger Baugenossenschaft eG 1987, DNB 891043969.
- Riddagshausen, einst und jetzt: eine Information f. Freunde d. Natur- u. Landschaftsschutzgebietes. Oeding, Braunschweig 1973, DNB 740297856.
- Wegbereiter – Macher – Sieger des niedersächsischen Sports. 160 Kurzportraits, Braunschweig, Wendentorwall 18: Kurt Hoffmeister, 1998.
- Mit Dinte, Feder und Papier. Dichteralltag in Braunschweig. Wilhelm Raabes Zeit in Braunschweig 1870 bis 1910 nach Tagebuchaufzeichnungen und Briefen. Braunschweig, Eigenverlag Kurt Hoffmeister 1999, ISBN 3-449-00909-5.
- Wilhelm Raabe – Schriftsteller in Wolfenbüttel. Eigenverlag Kurt Hoffmeister, Braunschweig 2000, ISBN 3-449-91000-0.
- Zeitreise durch die Braunschweiger Sportgeschichte. Eigenverlag Kurt Hoffmeister, Braunschweig 2001, ISBN 3-926701-50-1.
- Vom Grünen Jäger zum Großen Weghaus. Die Kleiderseller vor, mit und nach Wilhelm Raabe in bald 150 Jahren. Chronik der Kleiderseller. Eigenverlag Kurt Hoffmeister, Braunschweig 2002, ISBN 3-8391-0998-1.
- Der Künstler M. Alf Brumme: * 1891 in Leipzig, † 1967 in Braunschweig; Leben und Werk. Eigenverlag Kurt Hoffmeister, Braunschweig, DNB 965261565.
- Braunschweigs Literaten. 140 Autorenportraits. Eine etwas andere Literaturgeschichte. Eigenverlag Kurt Hoffmeister, Braunschweig 2003, DNB 968395368.
- Fußball – Der Siegeszug begann in Braunschweig. Eigenverlag Kurt Hoffmeister Braunschweig 2004, DNB 971272107.
- 150 Jahre TuRa Braunschweig. Chronik eines Braunschweiger Traditionsvereins. 1865–2015.
- Archive und digitale Werke:  Sämtliche Arbeitsmaterialien und Bücher befinden sich im Stadtarchiv der Stadt Braunschweig als geschlossene "Sammlung Kurt Hoffmeister" unter G IX 135